# Accessoire
Accessoire (IPA: [aksɛso̯ˈaːɐ̯], anhörenⓘ; von frz. accessoire (Adj.) „zusätzlich; nebensächlich“; accessoire (Subst.) „Zubehörteil“) bezeichnet eigentlich nicht notwendiges, aber der Mode, dem Stil, dem Arrangement oder der Bildkomposition angepasstes Beiwerk, etwa in der Bekleidung, Möblierung, Kunst oder Literatur.
Besonders verbreitet ist der Begriff im Bereich von Kleidermode und Bekleidung, beispielsweise für Hüte, Gürtel, Handschuhe, Fächer, Sonnen- oder Regenschirme, Taschen, Tücher und Schmuck.

## Etymologie
Etymologisch ist Accessoire in der deutschen Sprache ein französisches Fremdwort, das auf das lateinische Verb accedere (ad-cedere) bzw. dessen Stammform accessus („hinzugekommen, dazugetreten“) zurückgeht; deswegen bedeutet es Zubehör oder Beiwerk. Die neben akseˈswaʀ umgangssprachlich oftmals anzutreffende Aussprache aseˈswaʀ ist nicht korrekt.

## Accessoire in der Kunst
Als Accessoires (griech. Parergon) bezeichnet man in Werken der bildenden Kunst alle Gegenstände, die nicht nötig sind, den Hauptgegenstand darzustellen.
Nach Auffassung von Kunsthistorikern muss das Accessoire nach Beschaffenheit der Zeit oder des Orts der Handlung zu genauerer Bezeichnung derselben gewählt werden, mithin zu besserem Verständnis und zur Charakterisierung selbst der Nebenumstände, sowie auch zur Ausführung und Ausfüllung der künstlerischen Darstellung dienen. Dabei darf die Hauptwirkung des Werks jedoch nicht gestört werden, wenngleich dieses durch das Accessoire reicher und mannigfaltiger erscheint.
Im bildhauerischen Relief soll das Accessoire nach griechischer Stilordnung möglichst beschränkt werden, auch in der statuarischen Kunst ist es nur mit Maßhaltung zu verwenden. Die allegorisierende Kunst hat dagegen auf das Accessoire geradezu den Schwerpunkt gelegt.

## Accessoire in der Literatur
Im engeren Sinn versteht man innerhalb der Literatur unter Accessoire Darstellungen unbelebter Gegenstände zur Verzierung einer Szene, zur Bezeichnung des Orts und zur Bestimmung der Zeitverhältnisse, beispielsweise bei der Schilderung eines Vorganges im Innern eines Raums das Mobiliar, Gerät, Stoffe etc. Im Epos, in der Tragödie und im Roman kann man die Episoden, Natur- und Ortsschilderungen, also das Lokalkolorit, als Accessoire betrachten.

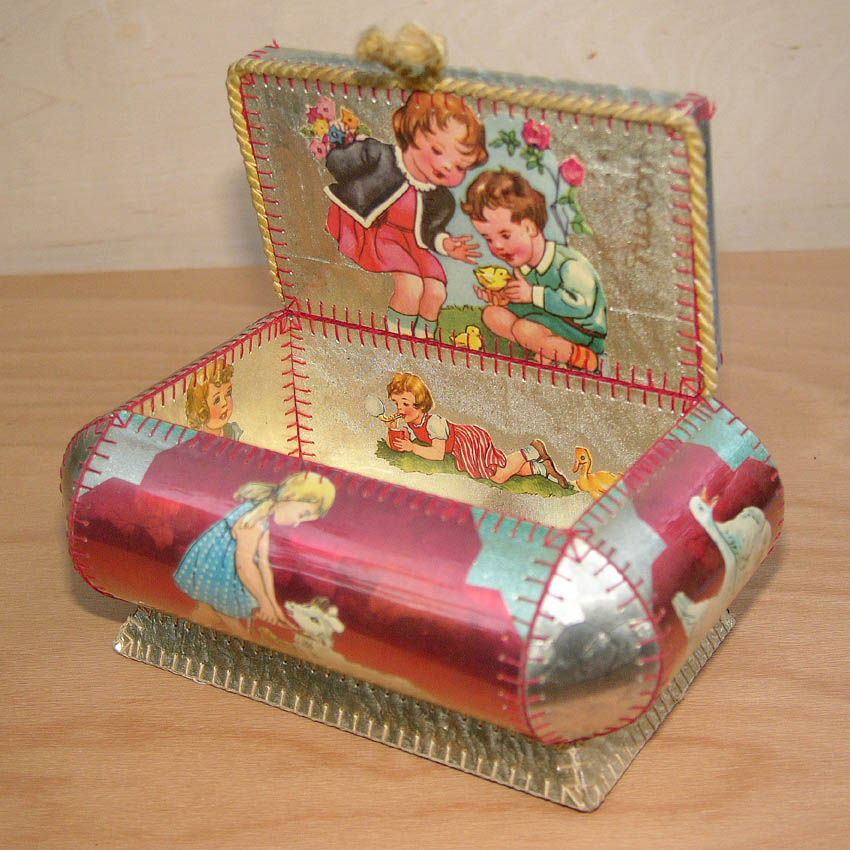
Selbstgefertigtes dekoratives Accessoire für ein Kinderzimmer

## Accessoire in anderen Bereichen
In der Mode bezeichnet Accessoire Zubehör für Kleidung, zum Beispiel Handtaschen, Halstücher, Gürtel, Schmuck.
In der Einrichtung sind Accessoires (meist kleinere) Gegenstände, die auch als Wohnaccessoires bezeichnet werden und der Wohndekoration dienen. Sie ergänzen die Ausstattung oder Möblierung eines Raumes. Typische Beispiele für Wohnaccessoires sind Vasen, Uhren oder Bilder. 
Autozubehör, das nicht direkt vom Hersteller ab Werk angeboten wird, wird zum Teil ebenfalls als Accessoire bezeichnet.

## Weiterführende Literatur
- Petra Kathke: Porträt und Accessoire. Eine Bildnisform im 16. Jahrhundert. Berlin 1977.